# Вест-Юніон (Нью-Йорк)
Вест-Юніон (англ. West Union) — місто (англ. town) в США, в окрузі Стубен штату Нью-Йорк. Населення — 343 особи (2020).

## Демографія
Згідно з переписом 2010 року, у місті мешкало 312 осіб у 129 домогосподарствах у складі 95 родин. Було 299 помешкань
Расовий склад населення:
| - 100,0 % — білих |

До двох чи більше рас належало 0,0 %. Частка іспаномовних становила 0,6 % від усіх жителів.
За віковим діапазоном населення розподілялося таким чином: 18,6 % — особи молодші 18 років, 64,7 % — особи у віці 18—64 років, 16,7 % — особи у віці 65 років та старші. Медіана віку мешканця становила 47,8 року. На 100 осіб жіночої статі у місті припадало 113,7 чоловіків;  на 100 жінок у віці від 18 років та старших — 117,1 чоловіків також старших 18 років.
Середній дохід на одне домашнє господарство  становив 65 292 долари США (медіана — 43 125), а середній дохід на одну сім'ю — 86 410 доларів (медіана — 59 821). Медіана доходів становила 42 292 долари для чоловіків та 33 750 доларів для жінок. За межею бідності перебувало 9,7 % осіб, у тому числі 0,0 % дітей у віці до 18 років та 21,2 % осіб у віці 65 років та старших.
Цивільне працевлаштоване населення становило 120 осіб. Основні галузі зайнятості: виробництво — 22,5 %, сільське господарство, лісництво, риболовля — 20,8 %, освіта, охорона здоров'я та соціальна допомога — 13,3 %, будівництво — 10,8 %.